# Paul Eltzbacher
 (juin 2021).
Si vous disposez d'ouvrages ou d'articles de référence ou si vous connaissez des sites web de qualité traitant du thème abordé ici, merci de compléter l'article en donnant les références utiles à sa vérifiabilité et en les liant à la section « Notes et références ».
Paul Eltzbacher est un avocat allemand, né le 18 février 1868 à Cologne et mort le 25 octobre 1928 à Berlin.

## Biographie
En 1868, Paul Eltzbacher naît à Cologne, chef-lieu du district de Cologne (Regierungsbezirk Köln), situé dans la Province de Rhénanie, une région du Royaume de Prusse.
Alors qu'il a 22 ans, Paul Eltzbacher commença sa carrière d'avocat pour les zones régionales des cours de Cologne et de Francfort, il continua cette activité jusqu'en 1895. Son travail fut interrompue par une année de service militaire de 1891 à 1892. En 1899, il obtint son doctorat en écrivant un traité sur l'anarchisme, raison pour laquelle il a pu accéder au professorat à partir de 1906. Dès cette époque, il a concentré ses travaux sur les droits civiques et en particulier sur ce qui concerne le droit commercial. Ses écrits sur l'anarchisme restent malgré tout la principale cause de sa popularité.
Eltzbacher est souvent considéré comme l'un des précurseurs du national-bolchévisme qu'il a théorisé par réaction à ce qu'il a vécu comme une humiliation de l'Allemagne lors de la signature du Traité de Versailles. Il a ainsi suggéré que les intérêts de l'Allemagne seraient mieux servis par une alliance plus étroite avec l'Union soviétique. En tant que député nationaliste du Reichstag, Eltzbacher a participé en avril 1919 à la discussion sur une nationalisation totale de l'économie sans compensation. Le Deutsche Tageszeitung a ainsi utilisé la notion de national-bolchévisme pour nommer la nouvelle théorie d'Eltzbacher, bien  que ce dernier n'ait pas utilisé ce terme lui-même.
Il meurt en 1928 dans la ville de Berlin, capitale de la République de Weimar, à l'âge de 60 ans.

## Ouvrages
- Les Grands Anarchistes : Idées et enseignements de sept penseurs principaux  (ISBN 0486436322)
- L'Anarchisme  (ISBN 0912378018). Texte lire en ligne sur Gallica
- Anarkhizm  (ISBN 0657090999)
- Ueber Rechtsbegriffe, Inaugural-dissertation (FRBNF30398959) [2]